# فرودگاه کانال بایو کارلوس هوت سیبرت
فرودگاه کانال بایو کارلوس هوت سیبرت (به انگلیسی: Cañal Bajo Carlos Hott Siebert Airport) (به زبان بومی: Aeródromo Cañal Bajo Carlos Hott Siebert) یک فرودگاه همگانی با کد یاتا ZOS است که یک باند فرود آسفالت دارد و طول باند آن ۱۷۰۰ متر است. این فرودگاه در کشور شیلی قرار دارد و در ارتفاع ۵۷ متری از سطح دریا واقع شده‌است.

## شرکت‌های هواپیمایی و مقصدهای پروازی
| شرکت‌های هواپیمایی | مقصدهای پروازی                     |
| ----------------- | ---------------------------------- |
| لان ایرلاینز      | کومودورو ارتورو مرینو بنیتز، پیچوی |
| اسکای ایرلاین     | کومودورو ارتورو مرینو بنیتز        |